# Deniz Kadah
Deniz Kadah (sinh 2 tháng 3 năm 1986) là một cầu thủ bóng đá Thổ Nhĩ Kỳ, hiện đang thi đấu cho Antalyaspor.

## Sự nghiệp
Anh ra mắt đội một của câu lạc bộ Bundesliga Hannover 96 ngày 18 tháng 1 năm 2013 trước Schalke 04.